# Epis
Ne doit pas être confondu avec Épis.
L'epis est un mélange de piments, d'ail et d'herbes aromatiques utilisé comme base de goût pour de nombreux aliments de la cuisine haïtienne. Certains l'appellent sauce pesto. Il est également connu sous les noms d'epise et de zepis.

## Histoire
L'epis a des origines taïnos et africaines. Il présente également des similitudes avec le sofregit qui est utilisé dans la cuisine hispanique,. Cette utilisation d'une base aromatique est courante dans la cuisine antillaise.

## Ingrédients
L'epis contient souvent du persil, des oignons verts, de l'ail, du jus d'agrumes et des piments scotch bonnet. Il existe de nombreuses recettes d'epis car, traditionnellement, les femmes haïtiennes cuisinaient et avaient leur recette personnelle d'epis.

## Préparation
Traditionnellement, l'epis est préparé à l'aide d'un grand mortier et d'un pilon en bois (appelé munsh pilon),,. Aujourd'hui, il est souvent préparé à l'aide d'un mixeur,. Les ingrédients sont mélangés jusqu'à ce que la consistance soit aussi lisse que souhaitée,.

## Utilisation
Il peut être utilisé comme marinade pour la viande,,. Il peut également servir en marinade pour le poisson. Il est aussi ajouté pour parfumer un certain nombre de plats haïtiens, notamment le riz et les haricots, les soupes et les ragoûts. C'est un moyen pratique d'utiliser les saveurs des herbes et des épices fraîches dans la cuisine quotidienne. De nombreux Haïtiens ont des epis à portée de main pour les utiliser dans divers plats.

## Conservation
Les epis peuvent se conserver jusqu'à trois mois au réfrigérateur, mais ce temps varie en fonction des ingrédients utilisés. L'acidité aide à empêcher les ingrédients de se gâter. Les epis se conservent indéfiniment au congélateur et ne transmettent pas leur odeur aux autres alimentss congelés. Les epis peuvent être répartis dans un bac à glaçons, de sorte que les cubes congelés puissent être utilisés par la suite en cuisine. 